# Lil Xan
Nicholas Diego Leanos, mais conhecido pelo seu nome artístico Lil Xan (Redlands, 6 de setembro de 1996), é um rapper, cantor e compositor norte-americano. Ele é mais conhecido por sua música "Betrayed", certificada com platina pela RIAA e que atingiu seu pico no nº 64 da Billboard Hot 100. Seu nome artístico, "Lil Xan", é derivado do nome "Xanax, um dos nomes comerciais para o alprazolam, fármaco receitado para a ansiedade clínica e para a agorafobia.

## Vida Pessoal
Diego nasceu em 6 de setembro de 1996 em Redlands, Califórnia com pais mexicanos. Crescendo, Diego era pobre e viveu em hotéis de beira de estrada a maior parte de sua infância. Frequentou o liceu de Redlands East Valley, mas abandonou-o no seu primeiro ano, e passou vários anos em casa desempregado. Diego aceitou um emprego como limpador de rua  antes de começar a fazer trap. Diego mais tarde prosseguiu uma carreira de fotografia em apoio de vários amigos que eram rappers. Ele teve sua câmera roubada, e optou por começar a cantar em vez de investir em uma nova câmera. Diego era anteriormente viciado em Xanax, juntamente com opiáceos e outras benzodiazepinas, mas ele foi capaz de superar o vício após dois anos de dependência. Diego advoga contra o abuso de Xanax e incita pessoas para que parem de usar a droga completamente, criando seu movimento junto com seu melhor amigo $teven Cannon, ''Xanarchy Militia'' que combate o vício em xanax.

## Carreira
Leanos começou a ganhar reconhecimento através de plataformas como Soundcloud e YouTube. Sua popularidade cresceu após o lançamento do videoclipe de sua canção "Betrayed", em agosto de 2017. a canção alcançou o n º 64 na Billboard Hot 100. Em uma entrevista com a XXL, Leanos anunciou seu álbum de estréia Total Xanarchy, o álbum inclui colaborações com artistas como Rich The Kid, Diplo e Swae Lee. Em dezembro de 2017, Lil Xan anunciou Total Xanarchy Tour, que esgotou em apenas cinco horas de acordo com a Billboard. Em 2018, Lil Xan anunciou que iria mudar o seu nome artístico para "Diego" para apoiar a sua mensagem anti-drogas, embora ele mais tarde dissesse em uma entrevista que não tinha certeza se mudaria seu nome.

## Meio Artístico
Lil Xan listou Pharrell Williams e N.E.R.D como primeiras influências no hip-hop, além de outras influências, incluindo Arctic Monkeys, Cage the Elephant, Red Hot Chilli Peppers e Queens of the Stone Age. Leanos também descreveu Drake e Mac Miller como inspirações musicais.
De acordo com Pigeons & Planes, a música de Lil Xan começou como um "típico Trap" e mais tarde se tornou algo "obscuro, como um som vindo de um sonho". The New Yorker descreveu Leanos como parte de um movimento chamado "sad trap", que significaria "trap melancólico" em tradução livre.

## Polêmicas
Lil Xan fez manchetes em 2018, quando durante uma entrevista, ele havia avaliado o falecido rapper Tupac Shakur apenas com um "2" e classificou sua música como "chata". Após o incidente, o rapper Waka Flocka Flame afirmou no Twitter que Leanos está "banido do hip hop". No entanto, Leanos mais tarde prestou homenagem a Tupac, tocando a canção "California Love".

## Discografia

### Albuns
- Total Xanarchy em 6 de abril de 2018

### MixTapes
- Heartbreak Soldiers em 8 de julho de 2018
- Fireworks em 20 de fevereiro 2019

### Extended Plays
- CITGO em 6 de setembro de 2016
- Toothache em 19 de junho de 2017
- Xanarchy em 1 de agosto de 2017
- Xanarchy Militia em novembro de 2018